# Margarita (chi ốc biển)
Margarita là một chi ốc biển, là động vật thân mềm chân bụng sống ở biển trong họ Margaritidae, họ ốc đụn.

## Các loài
- Margarita actinophora Dall, 1890: từ đồng nghĩa của Calliotropis actinophora (Dall, 1890)
- Margarita angulata A. Adams, 1853: từ đồng nghĩa của Peasiella tantilla (Gould, 1849)
- Margarita cumingii A. Adams, 1851: từ đồng nghĩa của Broderipia cumingii A. Adams, 1851
- Margarita expansa G.B. Sowerby I, 1838: từ đồng nghĩa của Photinula expansa (G.B. Sowerby I, 1838)
- Margarita imperialis Dall, 1881: từ đồng nghĩa của Lischkeia imperialis (Dall, 1881)
- Margarita infundibulum: từ đồng nghĩa của Calliotropis infundibulum (Watson, 1879)
- Margarita lissocona Dall, 1881: từ đồng nghĩa của Calliotropis lissocona (Dall, 1881)
- Margarita marmoreus Pease, 1861: từ đồng nghĩa của Calliotrochus marmoreus (Pease, 1861)
- Margarita ponsonbyi Preston, 1908: từ đồng nghĩa của Calliotrochus marmoreus (Pease, 1861)
- Margarita regalis Verrill & S. Smith, 1880: từ đồng nghĩa của Calliotropis regalis (Verrill & Smith, 1880)
- Margarita striatula (Garrett, 1857): từ đồng nghĩa của Calliotrochus marmoreus (Pease, 1861)
- Margarita subantarctica Strebel, 1908:[2] từ đồng nghĩa của Margarella subantarctica (Strebel, 1908)
- Margarita tasmanica Tenison-Woods, 1877: từ đồng nghĩa của Truncatella scalarina Cox, 1867
- Margarita undulata G.B. Sowerby I, 1838: từ đồng nghĩa của Margarites undulata (G.B. Sowerby, I, 1838)